# Rhêmes-Saint-Georges
Rhêmes-Saint-Georges är en ort och kommun i regionen Aostadalen i nordvästra Italien. Kommunen hade 173 invånare (2017) och har italienska och franska som officiella språk.